# Mothers Cry

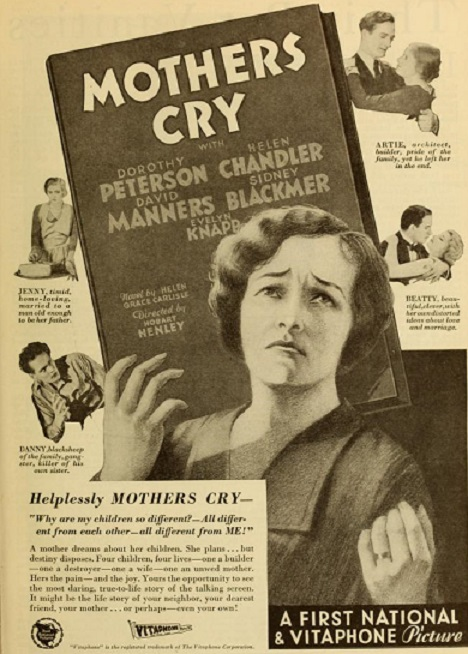
Annonce pour le film.

Mothers Cry est un film américain réalisé par Hobart Henley, sorti en 1930.

## Fiche technique
- Réalisation : Hobart Henley
- Scénario : Lenore J. Coffee d'après le roman Mothers Cry de Helen Grace Carlisle publié en 1930.
- Producteur :  Robert North
- Photographie : Gilbert Warrenton
- Montage : Frank Ware
- Musique : David Mendoza, Erno Rapee
- Production : First National Pictures
- Distributeur : Warner Bros.
- Durée : 76 minutes
- Date de sortie : 7 décembre 1930

## Distribution
- Dorothy Peterson : Mary Williams
- Helen Chandler : Beattie Williams
- David Manners : Arthur 'Artie' Williams
- Evalyn Knapp : Jenny Williams
- Sidney Blackmer : Mr. Gerald Hart
- Edward Woods : Daniel 'Danny' Williams
- Jean Laverty : Sadye Noonan Williams
- Patrick H. O'Malley, Jr. : Frank Williams
- Boris Karloff : victime du crime[1],[2] (non crédité)

## Censure
Boris Karloff y joue le rôle d'une victime d'un meurtre, mais une séquence de deux minutes où il apparaît a fait l'objet d'une coupure par la censure de l'époque, avant d'être réintégrée lors de la ressortie du film en 1934.